# 九天應元雷聲普化天尊玉樞寶經
九天應元雷聲普化天尊玉樞寶經，簡稱《玉樞寶經》或《玉樞經》。撰人不詳，約出於北宋末或南宋，與白玉蟾和神霄派雷法關係密切，收入《正統道藏》洞真部本文類。該書以「雷聲普化天尊」，道教的最高雷神為中心，闡述「至道」之理，人之「氣數」，以及消災解厄之法。
歷經明清二朝，該經書為道教、儒教，以及三教合一觀點下，用於自我修煉的群眾特別推崇。至今，玉樞經仍被吟誦和演出，存在於許多道教科儀體系之中。

## 題解
九天應元雷聲普化天尊，上天神霄府九宸大帝之一，是總司五雷，普化群生，賞善罰惡之神。神霄玉府，左有玉樞五雷使院，右有玉府五雷使院。玉府前有三十六面雷鼓，由三十六位天神主管。凡行雷之時，天尊親擊本部雷鼓一下， 雷公雷師即興發雷聲。
玉，寶中之尊貴；樞，表示天之樞紐。天庭設有玉樞院，為職掌雷霆生發、賞善罰惡的機構。

## 內容
經文闡述「至道」與「氣數」，稱：「道者以誠而入，以默而守，以柔而用。用誠似愚，用默似訥，用柔似拙。夫如是，則可與忘形，可與忘我，可與忘忘」。又曰：「惟其忘而不忘，忘無所忘，無可忘者，即是至道」。
認為人稟受不同謂之氣，智愚清濁謂之數；數繫乎命。氣繫乎天。學道之士若為氣數所囿， 天命所梏，則不得真道。
又述消災解厄之法。謂凡遇三災九厄，可依法持誦經文，若默念普化天尊之號，即有諸神消災解厄；若歸命此經，可以長生。 

## 註解
- 徐道齡《九天應元雷聲普化天尊玉樞寶經集註》
- 姚復莊《玉樞經籥》
- 李西月〈玉樞經約解〉
- 玉樞寶經孚佑上帝純陽呂祖天師讚解（收入《道藏輯要》）
- 蘇俊源《九天應元雷聲普化天尊說玉樞寶經白話註解》，2011年，多識界圖書文化

## 相關著作
- 玉樞經髓（全真教早課）
- 九天應元雷聲普化天尊玉樞寶懺
- 雷霆玉樞宥罪法懺
- 太上說朝天謝雷真經
- 無上九霄玉清大梵紫微玄都雷霆玉經
- 雷祖寶誥（普化寶誥）

## 外部連結
- 論明清時代的神霄派（页面存档备份，存于）